# Prosopografie
Prosopografie je věda, která se zabývá systematickým zkoumáním určitého okruhu osob, s ohledem na původ, kariéru či rodinné vztahy. Volba osob probíhá zpravidla v kombinaci se zeměpisnými, časovými a sociopolitickými kritérii. Výsledky bádání jsou poté zveřejněny v abecedně či jinak systematicky řazených seznamech, spolu s údajem o zdroji informací. Takovéto seznamy mají význam nejen pro sociální dějiny, ale také pro genealogii. V širším slova smyslu je každá rodinná kronika prosopografickým dílem.